# Retrato de una mujer (telenovela)
Retrato de una Mujer o Reto de Mujer es una telenovela colombiana producida por Fox Telecolombia para RCN Televisión y Telefutura. Es un reboot de la telenovela La madre de 1998 original de Mónica Agudelo. Está protagonizada por Katherine Vélez y Patrick Delmas

## Sinopsis
Esta es la historia de María Luisa, una mujer con cinco hijos y un matrimonio de poco más de dos décadas, sacrifica su vida, su tiempo y su dedicación por ello, pero cuando descubre que su esposo, Enrique. tiene una amante, que está embarazada. y que es casi vente años menor que él, sus esperanzas de una mejor vida se derrumban.  
El único apoyo de María Luisa son sus compañeros de trabajo; cuatro personas esenciales en su vida, con quienes comparte sus secretos y preocupaciones. Tres mujeres; dos madres. Ester, su novio la abandonó a mitad del embarazo, sin embargo, logró salir adelante con una niña a la que enseñó excelencia sobre todas las cosas. Martha, cuatro hijos y un esposo maltratador, los cimientos de su hogar no se basan en amor, sino en odio. Graciela "Gege", soltera y sin hijos, pero con ganas de tener un hogar; esposo e hijos. Un hombre; don Ángel, lleva trabajando en el hotel desde su fundación y se acerca ya a su pensión, este es el único apoyo masculino de este peculiar grupo de mujeres, persona quien les hace reír pero además las defiende y aconseja.
Cuando piensa que solo queda esperar a que su esposo recapacite, vuelva al hogar y sus hijos prosperen, comienzan las tragedias. "Guillo", el hermano mayor se ve envuelto en un peligroso negocio de tráfico de armas, involucrando robos, asesinatos y misiones que ponen en riesgo su vida. Este convence a su madre con un trabajo de vendedor, el cual parece ser limpio y honrado. "Vicky" termina de bailarina en un bar de prostitutas, todo con las esperanzas de independizarse y liberarse de su madre, a quien considera un estorbo pues no la deja hacer lo que ella quiere. "July" sin darse cuenta comienza un romance con el jefe de su hermano mayor, un peligroso traficante de armas. Y "Pacho", quien pareciese ser la única esperanza de la familia es herido en un atentado y queda al borde de la muerte.
Una "luz al final del túnel" se avista, sigue adelante, enfrenta a sus hijos y en el hotel, su lugar de trabajo, conoce a André, un hombre maravilloso y sobre todo caballero. Sin darse cuenta, comienzan a experimentar una atracción mutua que no dejará de crecer hasta que estén juntos. María Luisa niega estar enamorada y esquiva sus encuentros con él.
Pero André no ve en María Luisa sólo a una buena trabajadora y a una madre ejemplar, sino a una mujer encantadora, atrapada tras el muro de sus creencias y sus obligaciones. Con él, la madre aprenderá que ella aún está viva, que el amor es una posibilidad real y que para hacer feliz a los otros, ella debe aprender a quererse, a respetarse y a ser feliz.

## Elenco

### Principales
- Katherine Vélez como María Luisa Caicedo de Bernard
- Patrick Delmas como André Bernard
- Juan Pablo Franco como Enrique Suárez
- Sebastián Caicedo como Guillermo "Guillo" Suárez Caicedo
- Juan Fernando Sánchez como Francisco "Pacho" Suárez Caicedo
- Natalia Jerez como Victoria "Vicky" Suárez Caicedo
- Alejandra Ávila como Juliana "July" Suárez Caicedo
- Mike Moreno como Enrique "Kike" Suárez Caicedo

### Secundarios
- César Mora como Ángel Rodríguez
- Aura Helena Prada como Martha
- Alina Lozano como Esther
- Martha Isabel Bolaños como Graciela "Gege"
- Erika Glasser como Catalina
- Vicky Hernández como Lola
- Vicky Rueda como Doña Rita
- Manuel Navarro como Mauricio Rossi
- Alejandro López como Javier Villegas  "Javi"
- Juancho Arango como Aguilar "Vampiro"
- Anderson Balsero como Fercho
- Oscar Mauricio Rodríguez como Richard
- Toto Vega como Yair Antonio Pacanchique
- María Alejandra Colón como Beatriz Helena
- Patricia Grisales como Clemencia
- Víctor Rodríguez como Alicate
- Lucho Velasco como Maleza
- Sandra Beltrán como Raquel
- Alma Rodríguez como Adriana
- Margarita Vega como Camila Vergara
- Jorge Armando Soto como Juan Carlos
- Juliana Posso como Myriam
- John Jairo Jaimes como Miguel Arango
- Juan Alejandro Gaviria como Jaimito
- Edmundo Troya como Ramiro
- Carlos Serrato como Saúl Chaparro
- Rafael Lahera como el Padre "Toño"

### Recurrente
- Miguel Alfonso Murillo como Don Jacinto
- Javier Fernando Sáenz como Don Nacho
- Rodrigo Celis como Remigio, el casero
- Jesús Hernando Reyes como Segura
- Viviana Santos como Natalia "Nathy"
- Ginna Parra como Lupe

## Ficha técnica
- Historia Original y Libretos: Mónica Agudelo
- Directores: Pepe Sánchez y Julio César Romero
- Producción General: Amparo López
- Productor Ejecutivo: Oscar Guarín
- Diseño de Fotografía: Alfredo Ruíz
- Director de Arte: Carlos Ríos
- Edición: Isabel Cristina Méndez y Camilo Escobar
- Diseño de Vestuario: Rosita Cabal
- Diseño de Maquillaje: Olga Turrini
- Casting: Juan Pablo Rincón

## Versiones
- La madre fue una telenovela colombiana, realizada por Cenpro TV y producida por el RCN Televisión, idea original de Mónica Agudelo Tenorio. Protagonizada por Margarita Rosa de Francisco quien en esta telenovela da vida a una mujer que debe dedicarse a cuidar sus hijos en uno de los momentos más difíciles de su vida, la separación con su esposo. Cabe destacar que esta fue la primera telenovela del Canal RCN, como canal privado.

- Todo por amor fue la versión mexicana de "La madre" producida por TV Azteca en el 2000, emitida por Azteca Trece, protagonizada por Angélica Aragón y Fernando Luján.

## Curiosidades
- Pepe Sánchez fue el director de La madre, telenovela en la que se basa Retrato de una mujer.
- Katherine Vélez ya interpretó a la madre de Natalia Jerez en El Capo, novela de RCN, en 2013
- Mónica Agudelo Tenorio fue escritora de la original, además supervisó los guiones de Retrato de una mujer.
- Vicky Hernández trabajó en sus dos versiones, La Madre y Retrato de una mujer, la primera como Martha, y en la segunda como Lola.
- Alejandro López también participó en ambas versiones, en la primera como el huésped que engaña a “Gege” y en la segunda como Javier Villegas.
- Anderson Balsero "Fercho" en retrato de una mujer, participó en la madre como “Sierra”, el hombre de la organización y que entregan a cambio de Federico.